# Sorč
Sorč je priimek več znanih Slovencev:
- Barbara Sorč, operna pevka mezzosporanitka
- Ciril Sorč (1948-2023), dogmatični teolog, prof. TEOF
- Ervin Sorč, strojevodja, pisec o železnici
- Gaja Sorč, pevka sopranistka